# Crossfit Games

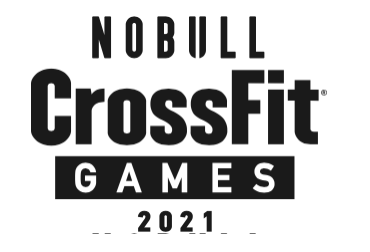
Seit 2021 gültiges Logo der CrossFit Games

Die CrossFit Games sind der jährliche Saisonhöhepunkt der Sportart Funktionale Fitness, welche von dem US-amerikanischen Unternehmen CrossFit veranstaltet werden. Bis 2016 fanden sie im StubHub Center in Carson, Kalifornien statt. 2017 wurde der Austragungsort in das Alliant Energy Center in Madison, Wisconsin verlegt. Neben jeweils 396 weiblichen und männlichen Individualteilnehmern treten ebenso ganze Mannschaften, als auch Jugendliche und Sportler ab 35 Jahren, sogenannte Masters, an.
Mathew Fraser trägt den Titel „Fittest Man on Earth“ zum fünften Mal in Folge und wurde damit zum „Fittest Men in History“ gekürt. Tia Clair Toomey gewann den Titel als erste Frau zum dritten Mal in Folge. Das Team „Crossfit Mayhem Freedom“ um CrossFit-Legende Rich Froning gewann den Affiliate Cup.

## Qualifikation
Grundsätzlich kann sich jeder für die CrossFit Games qualifizieren. Um teilzunehmen, musste man bis 2018 sowohl „The Open“ als auch die Regionals durchlaufen. 2019 wurden die Qualifikationsbedingungen geändert, seither qualifizieren sich die jeweils besten Athleten sowie die besten Teams der teilnehmenden Länder (insgesamt 162) und die jeweils besten 20 weiblichen und männlichen Athleten der „CrossFit Open“. Außerdem kann man sich über die sogenannten „Sanctionals“ qualifizieren (von CrossFit unabhängig organisierte, aber lizenzierte Wettkämpfe, die in 16 Orten auf der ganzen Welt stattfinden).

### The Open
Die Open sind für jedermann offen. Gegen eine niedrige Gebühr kann man sich über die Internetseite der CrossFit Games anmelden und ist zur Teilnahme berechtigt. Fünf jeweils unterschiedliche Trainingseinheiten werden während fünf Wochen von dem Direktor der CrossFit Games, Dave Castro, angekündigt. Nach der Ankündigung hat jeder Athlet fünf Tage Zeit, diese Trainingseinheit auszuführen. Da jede Trainingseinheit gemessen wird, gilt es gewisse Standards einzuhalten. Um sicherzustellen, dass diese eingehalten werden, muss dies entweder von einem Schiedsrichter oder per Video beurteilt werden. Um als offizieller Schiedsrichter oder „Judge“ zugelassen zu werden, muss vor den „The Open“ ein Onlinekurs durchgeführt und bestanden werden. Bei den Workouts gilt es wie üblich im CrossFit meist so viele Wiederholungen einer Übung wie möglich zu schaffen, oder aber eine bestimmte Trainingseinheit so schnell wie möglich hinter sich zu bringen.
Bei den Open ist man dem Land zugeteilt, in dem man aktuell wohnt bzw. in einer offiziellen CrossFit Box als Athlet gemeldet ist.

### The Regionals
Die Regionals waren die letzte Qualifikationsstufe vor den CrossFit Games. Sie dauerten drei Tage und berechtigen die besten Athleten zur Teilnahme an den Games. In Europa, den Vereinigten Staaten von Amerika und Australien waren es jeweils die drei bestplatzierten Frauen und Männer, in Canada East und Canada West die beiden besten, in Afrika, Asien und Lateinamerika (Mittel- und Südamerika) der beste Athlet, die zu den Games fuhren.
Die Regionals fanden für alle Athleten der Region am selben Ort statt. In Europa änderte sich der Austragungsort jährlich, 2016 und 2017 fanden die Regionals in Madrid statt. 2018 war der Austragungsort in Berlin. Seitdem werden die Regionals nicht mehr ausgetragen.

## The CrossFit Games
An den CrossFit Games messen sich die 394 besten Athleten (197 Frauen und 197 Männer), die besten 14 Teams, und die besten 120 Athleten aus den Masters und 40 aus den Teens Divisions. Im Jahr 2016 gab es für die Individuals erstmals 15 Workouts innerhalb von 5 Tagen zu absolvieren. Die Games starten üblicherweise am Mittwoch und enden im Finale am Sonntagabend. Die Gewinner erhalten 275.000 US-Dollar als Preisgeld. Insgesamt werden 1.750.000 US-Dollar an Preisgeldern ausgeschüttet.

### Sieger der Männer seit 2007

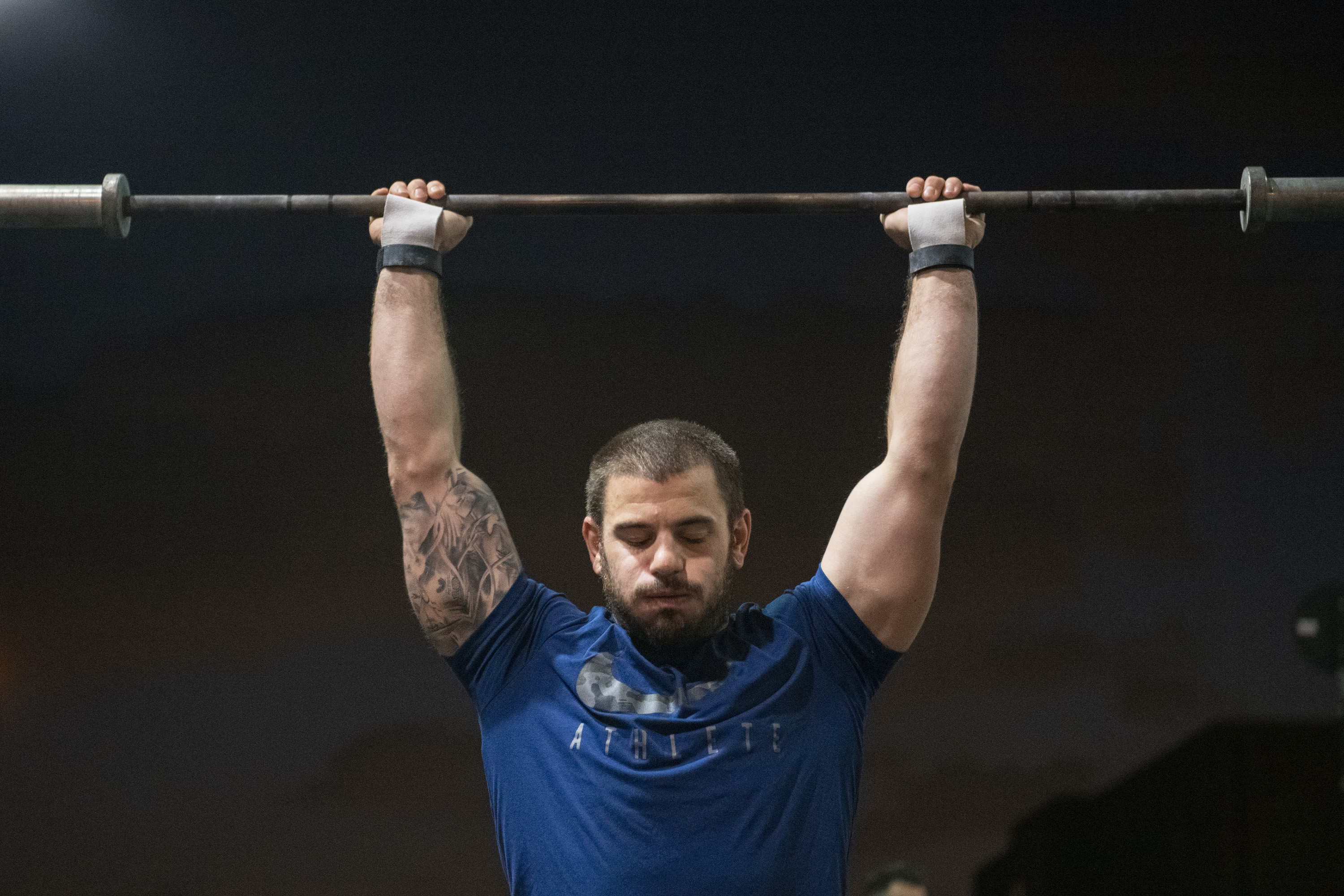
The fittest man on earth, Mathew Fraser

| Jahr | Gewinner         | 2. Platz          | 3. Platz                  |
| ---- | ---------------- | ----------------- | ------------------------- |
| 2024 | James Sprague    | Dallin Pepper     | Brent Fikowski            |
| 2023 | Jeffrey Adler    | Patrick Vellner   | Brent Fikowski            |
| 2022 | Justin Medeiros  | Roman Khrennikov  | Ricky Garard              |
| 2021 | Justin Medeiros  | Patrick Vellner   | Brent Fikowski            |
| 2020 | Mathew Fraser    | Samuel Kwant      | Justin Medeiros           |
| 2019 | Mathew Fraser    | Noah Ohlsen       | Björgvin Karl Guđmundsson |
| 2018 | Mathew Fraser    | Patrick Vellner   | Lukas Högberg             |
| 2017 | Mathew Fraser    | Brent Fikowski    | Patrick Vellner           |
| 2016 | Mathew Fraser    | Ben Smith         | Patrick Vellner           |
| 2015 | Ben Smith        | Mathew Fraser     | Björgvin Karl Guðmundsson |
| 2014 | Rich Froning Jr. | Mathew Fraser     | Jason Khalipa             |
| 2013 | Rich Froning Jr. | Jason Khalipa     | Ben Smith                 |
| 2012 | Rich Froning Jr. | Matt Chan         | Kyle Kasperbauer          |
| 2011 | Rich Froning Jr. | Joshua Bridges    | Ben Smith                 |
| 2010 | Graham Holmberg  | Rich Froning Jr.  | Chris Spealler            |
| 2009 | Mikko Salo       | Tommy Hackenbruck | Moe Kelsey                |
| 2008 | Jason Khalipa    | Josh Everett      | Jeremy Thiel              |
| 2007 | James Fitzgerald | Brett Marshall    | Josh Everett              |

### Siegerinnen der Frauen seit 2007
| Jahr | Gewinnerin                | 2. Platz                  | 3. Platz                       |
| ---- | ------------------------- | ------------------------- | ------------------------------ |
| 2024 | Tia-Clair Toomey          | Gabriela Migała           | Emily Rolfe                    |
| 2023 | Laura Horvath             | Emma Lawson               | Arielle Loewen                 |
| 2022 | Tia-Clair Toomey          | Mallory O’Brien           | Laura Horvath                  |
| 2021 | Tia-Clair Toomey          | Laura Horvath             | Anníe Mist Þórisdóttir         |
| 2020 | Tia-Clair Toomey          | Katrín Tanja Davíðsdóttir | Kari Pearce                    |
| 2019 | Tia-Clair Toomey          | Kristin Holte             | Jamie Greene                   |
| 2018 | Tia-Clair Toomey          | Laura Horvath             | Katrín Tanja Davíðsdóttir      |
| 2017 | Tia-Clair Toomey          | Kara Webb                 | Anníe Mist Þórisdóttir         |
| 2016 | Katrín Tanja Davíðsdóttir | Tia-Clair Toomey          | Ragnheiður Sara Sigmundsdóttir |
| 2015 | Katrín Tanja Davíðsdóttir | Tia-Clair Toomey          | Ragnheiður Sara Sigmundsdóttir |
| 2014 | Camille Leblanc-Bazinet   | Anníe Mist Þórisdóttir    | Julie Foucher                  |
| 2013 | Samantha Briggs           | Lindsey Valenzuela        | Valerie Voboril                |
| 2012 | Anníe Mist Þórisdóttir    | Julie Foucher             | Talayna Fortunato              |
| 2011 | Anníe Mist Þórisdóttir    | Rika Diedericks           | Lauren Guibert                 |
| 2010 | Kristan Clever            | Anníe Mist Þórisdóttir    | Valerie Voboril                |
| 2009 | Tanya Wagner              | Charity Vale              | Carey Kepler                   |
| 2008 | Caity Matter              | Tanya Wagner              | Gillian Mounsey                |
| 2007 | Jolie Gentry              | Mary Rigney               | Nichole Dehart                 |